# Liotyphlops argaleus
Liotyphlops argaleus là một loài rắn trong họ Anomalepididae. Loài này được Dixon & Kofron mô tả khoa học đầu tiên năm 1984.